# عبد الله الرومي (شاعر)
عبد الله أحمد حسين العلي الرومي ، (1994- 1930) شاعر وكاتب وتربوي ودبلوماسي كويتي.

## السيرة الذاتية
ولد الشاعر عبد الله أحمد حسين العلي الرومي  في بالكويت عام 1930م الموافق 1349هـ في حي الشرق ، وقرأ في صباه الشعر العربي وحفظ منه الكثير ولاسيما قصائد أبو تمام والمتنبي وعنترة وشعر الصعاليك والبطولة في الصحراو ، وانفتح أمامه عالما زاخراً بالمجد العربي والمواقف الثورية التي تثير النفس وتطلق الحماسة من قلب الإنسان وتوثق صلته بتاريخه وتراثه القديم.

## إسهاماته
- ممن أسسوا نادي المعلمين (نواة جمعية المعلمين الكويتية) وكان أول أمين سر لها.
- كما ساهم في تأسيس الرابطة الأدبية التي تأسست عام 1958م وكان أول أمين سر لها
- أحد مؤسسي مجلتي (الايمان) و(صدى الايمان) لسان حال النادي الثقافي الكويتي.
- أحد الشعراء البارزين الذين أسسوا قواعد الحركة الأدبية في الكويت والوطن العربي وأول قصيدة نشرها في مجلة البعثة كانت في عام 1947م بعنوان «هم العرب».
- رائد من رواد الأدب السياسي والمقالي الصحفي لا يحيد عن مبادئ الحق والعدل، يطرح ما يعتقد ويعتقد ما يقول.
- عضو رابطة الأدباء في الكويت ومن نخبة رجالها.

## تعليمه
بدأ رحلة التعليم بالمنزل على يد الملا محمد المسباح، ثم التحق بمدرسة الشيخ زكريا الانصاري ثم المدرسة الشرقية، ثم مدرسة المباركية حتى السنة الثانية الثانوية، ثم درس أصول التدريس والتربية في القاهرة

## عمله
- عمل مدرساً بالمدرسة المباركية في الفترة من 1947 إلى 1950م.
- عمل مدرساً بالمدرسة الشرقية للبنين من 1950 إلى 1951.
- سكرتير عام دائرة البلدية في الفترة من 1952 إلى 1954م.
- أول مشرف على الاندية الصيفية بوزارة التربية عام 1954م.
- ناظراً لمدرسة النجاح الابتدائية 1954 إلى 1955.
- ناظراً لمدرسة كاظمة الابتدائية 1955 إلى 1957.
- ناظراً لمدرسة المتنبي المتوسطة 1957 إلى 1960
- عين في وزارة الخارجية عام 1961 مديراً للشئون الإدارية والمالية والقنصلية.
- عين سفيراً مفوضاً في السفارة الكويتية بتونس 1962 إلى 1963.
- عمل في وزارة الخارجية الكويتية مديراً لدائرة الصحافة والثقافة 1963 إلى 1964.
- عين سفيراً لدى المغرب 1964 إلى 1967.
- عين سفيراً لدى الجمهورية العربية السورية 1967 إلى 1970.
- عين سفيراً للكويت لدى المغرب من 1978 إلى 1986.